# Monte Líbano (província)

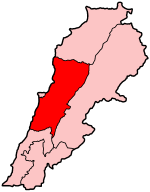
Muhafazah Monte Líbano

Monte Líbano (Árabe: جبل لبنان; Jabal Libnan) é uma província (Muhafazah) do Líbano. A sua capital é Baabda.
A província está dividida em seis distritos (Aqdya, singular - qadaa ou Caza):
- Baabda (Baabda)

- Aley (Aley)

- Metn (Jdeideh)

- Keserwan (Jounieh)

- Shouf (Beiteddine)

- Jbeil (Byblos)